# Gare de Berlin-Karow
La gare de Berlin-Karow est une gare ferroviaire à Berlin, dans le quartier de Karow.
Les voies 3 et 4 servent au transport de passagers du S-Bahn et des trains régionaux des Chemins de fer du Bas-Barnim (de) se terminant à Karow, tandis que les voies 1 et 2 sont utilisées par les trains de longue distance et régionaux ainsi que pour le trafic de fret. Ces voies n'ont pas de plate-forme et ne sont donc utilisées que pour le passage. La voie 3 est une voie d’évitement sur laquelle des trains courts peuvent être garés.

## Histoire
La gare, initialement appelée Carow, est créée le 15 novembre 1882 sur la ligne de Berlin à Stettin. De là, des trains de banlieue vont à Berlin et dans la direction opposée à Bernau. Entre 1911 et 1916, le chemin de fer est étendu vers Bernau sur quatre voies. En plus de la plate-forme, les nouvelles voies sont déplacées, de sorte que le trafic suburbain sur Karow puisse être géré séparément. La mesure doit également créer les conditions d'une exploitation électrique sur les chemins de fer de banlieue ; cela est réalisé le 8 août 1924.
Pendant la Seconde Guerre mondiale, la voie extérieure des marchandises est construite et relie ligne de Berlin à Szczecin à Berlin-Karow. Une autre construction à l'ouest reste en projet. Après la Seconde Guerre mondiale, la deuxième voie des voies longue distance et suburbaine est démantelée et expédiée vers l’Union soviétique. Karow n'étant pas un évitement, la voie ouest est également démantelée. La voie des marchandises est d'abord démantelée en 1949 mais reconstruite. En 1950, dans le cadre du contournement de Berlin-Ouest, la ligne de Berlin-Karow à Fichtengrund (de) est construite pour relier la ligne de Berlin à Stralsund à Basdorf. Quelques années plus tard, la voie extérieure des marchandises est remplacée par une déviation plus efficace. Elle traverse la voie ferrée de Szczecin au sud de la gare de Karow. Depuis la gare de Berlin-Karow, des courbes de connexion à la voie extérieure sont créées dans les deux sens.
Après la construction du mur de Berlin, les trains de la ligne de la Bruyère (de) utilisent la liaison entre Basdorf et Karow et traversent d'abord la gare par la voie longue distance pour s'arrêter la gare de Berlin-Blankenbourg. Depuis 1976, ces trains s'arrêtent à Karow plutôt qu'à Blankenbourg ; le quai spécialement construit pour ces trains à Blankenbourg est démoli. Pendant longtemps, il est prévu d'électrifier la ligne Karow à Basdorf et la Heidekrautbahn au lac de Wandlitz (de).
Depuis le 7 juillet 2010, les travaux pour l'adaptation aux personnes à mobilité réduite sont terminés.
Au croisement de Karow, une nouvelle gare (de) pour le train régional et le S-Bahn (ligne S2) doit être créée. Toutefois, cela dépend du développement ultérieur de la ligne de Szczecin dans cette section. Le début de la construction était prévu pour 2015.

### Accident
Le 16 avril 2009 à 22 h 17, le Regional-Express 38399 de Schwedt roule à environ 80 km/h par la voie 2 de la gare, en même temps que le train de marchandises FTZ 53185 en provenance de la PCK Raffinerie (de), à environ 40 km/h. Ils se percutent. Ses 24 wagons-citernes à gaz liquéfiés (GPL) résistent à la pression. Le premier wagon du train régional est partiellement poussé sur la locomotive électrique. Les deux véhicules déraillent et sont gravement endommagés. Les dégâts sont estimés à environ 800 000 euros. Sur les 24 passagers du Regional Express, 11 sont blessés légèrement, le conducteur de la locomotive est grièvement blessé. Le répartiteur responsable est envoyé à l'hôpital en état de choc.

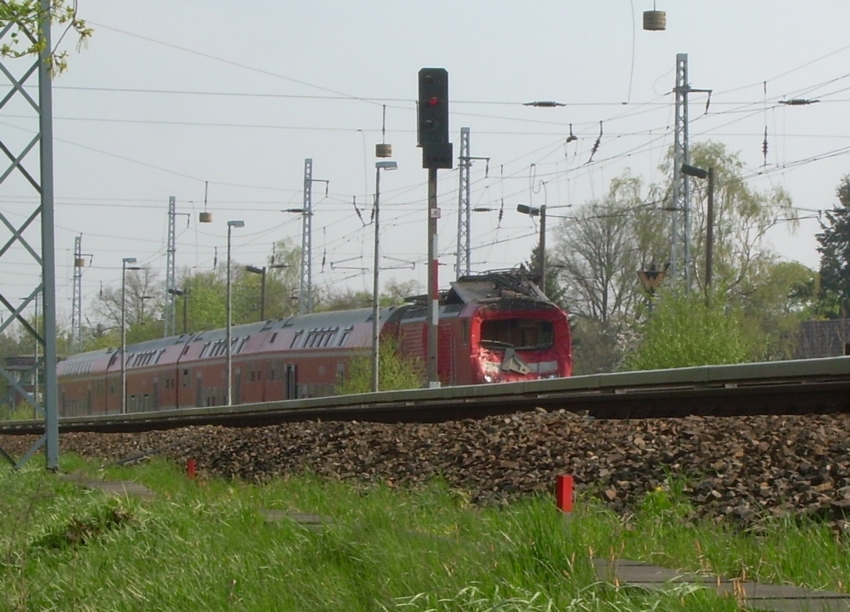
Le Regional-Express après l'accident

Avant l'accident, le train de marchandises dans le secteur de la voie 2 entre le signal d'entrée et le signal de sortie de la gare a ralenti à environ 10 km/h. Le conducteur avait remarqué que la voie était mal définie ; le train devait être redirigé en raison d'un chantier de construction, ce qui n'est pas pris en compte par le régulateur. Après la correction de la voie de guidage, le répartiteur définit le concept de conduite pour le signal de sortie dans la voie désormais correcte pour le train de marchandises qui approche et amène par erreur le signal d’entrée derrière le train sur la route sans attendre jusqu’à ce que le train de marchandises soit arrêté. En conséquence, un passage libre est signalé au Regional-Express suivant qui accélère et peu de temps après prend la voie du train de marchandises.
En septembre 2011, le répartiteur est reconnu coupable de négligence et condamné à une amende de 1 750 euros.

## Service des voyageurs

### Intermodalité
La gare est en correspondance avec la RB27 des Chemins de fer du Bas-Barnim (de), la ligne S2 du S-Bahn de Berlin et la ligne de bus 350 de la BVG.